# Maxime Monfort
Pour les articles homonymes, voir Monfort.
Maxime Monfort, né le 14 janvier 1983 à Bastogne,  est un coureur cycliste et directeur sportif belge. Professionnel de 2004 à 2019, il a participé à vingt grands tours, terminant sixième du Tour d'Espagne 2011. Il compte cinq victoires professionnelles, dont le championnat de Belgique du contre-la-montre en 2009. Il devient directeur sportif après sa carrière de coureur. En mai 2023, Maxime Monfort devient consultant cyclisme pour RTL sports, en Belgique.

## Biographie

### Débuts professionnels chez Landbouwkrediet-Colnago
À la fin de l'été 2003, Maxime Monfort intègre l'équipe belge Landbouwkrediet-Colnago en tant que stagiaire. Il y obtient de bons résultats, notamment au Ster Elektrotoer (quatorzième) et aux championnats du monde espoirs (17e), ce qui lui permet de signer un premier contrat professionnel avec l'équipe dirigée par Gérard Bulens. Il commence ainsi sa carrière en 2004, tout en poursuivant ses études de journalisme. 
Au cours de ses deux premières saisons, Monfort s'affirme comme un coureur très prometteur dans les courses par étapes. Dès le mois de mai 2004, il remporte son premier succès lors de la première étape du Tour de Luxembourg, non loin de chez lui, et s'adjuge le classement final de l'épreuve. La même année, il termine dans les dix premiers de plusieurs courses par étapes, prenant notamment la quatrième place du Ster Elektrotoer. 
En 2005, Monfort confirme ces prédispositions. Dès le début de la saison, sur l'Étoile de Bessèges, il prend la deuxième place derrière le Français Freddy Bichot, avec qui il s'est échappé dans la deuxième étape. Au fil de la saison, il accumule de nouvelles bonnes performances, dont une cinquième place sur le Tour de Luxembourg, et une troisième sur le Regio Tour, grâce à un très bon contre-la-montre en côte. En fin de saison, il termine quatrième du Tour de l'Avenir.

### 2006-2008: Passage chez Cofidis

#### 2006
En juillet 2005, Monfort s'engage pour les saisons 2006 et 2007 avec l'équipe française Cofidis. Mais Monfort tarde à confirmer dans sa nouvelle équipe le talent qu'on lui connaît, et profite de sa première saison à ce niveau pour découvrir les plus grandes courses. Ainsi, en mai 2006, il participe à son premier Tour d'Italie.

#### 2007
Le début de saison 2007 est tout aussi difficile pour Monfort. Terminant 22e de Paris-Nice, 21e du Tour de Suisse, il se rapproche des meilleurs, mais tarde à confirmer. Préparant le Tour d'Espagne, il s'illustre enfin sur le Tour d'Allemagne. Il termine treizième de la grande étape de montagne menant à Sölden, puis quatorzième du contre-la-montre final, ce qui lui permet de gagner trois places et de terminer septième. 
En septembre, il prend part à la Vuelta, où il termine à trois reprises dans les dix premiers d'une étape. Cinquième de la quatrième étape arrivant aux Lacs de Covadonga, et s'empare de la quatrième place du classement général. Moins à l'aise dans les Pyrénées, Monfort recule à la douzième place, qu'il conserve jusqu'à la 18e étape. Au cours des quatre dernières étapes, il reprend progressivement du terrain au classement général, mais ne parvient pas à reprendre la dixième place à Carlos Barredo, et termine 11e.

#### 2008

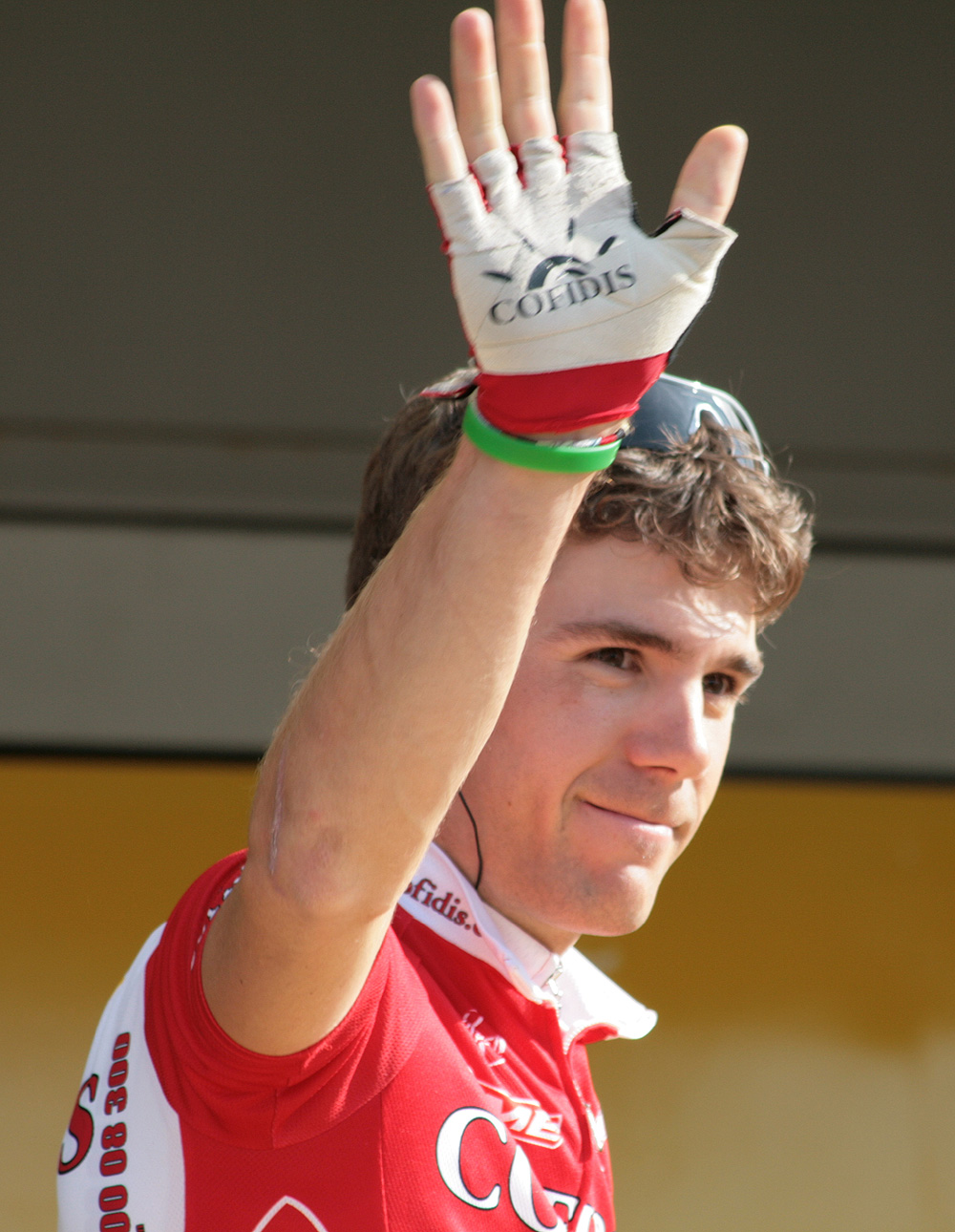
Maxime Monfort au départ de Liège-Bastogne-Liège 2008.

Il confirme ces bons résultats en 2008. Dès sa seconde course par étape, il termine neuvième du Tour de la Communauté de Valence. Quelques jours plus tard, durant Paris-Nice, il se montre régulier et vient à l'aide son coéquipier Sylvain Chavanel, qui porte le maillot jaune dans la quatrième étape, qui se termine au mont Serein. Chavanel ne garde pas la tête du classement général à l'arrivée au Ventoux. Monfort y perd toute chance de victoire finale, mais se fait remarquer lors de la septième et dernière étape, où il manque de dépasser le vainqueur de l'étape, Luis León Sánchez. Il termine deuxième sur la ligne, et finit quatorzième du classement final.
À la fin du mois de mars, au Critérium international, il se classe à la septième place du contre-la-montre, ce qui lui permet d'être quatrième du classement général et deuxième du classement du meilleur jeune, derrière Luis León Sánchez. Il poursuit sa saison en avril avec le Tour du Pays basque. Il y termine huitième de la première étape, puis de la cinquième étape, prenant la septième place du classement général. Dans la dernière étape contre-la-montre, Monfort termine sixième, ce qui lui vaut la cinquième place du classement final.
Après avoir participé sans grand succès aux classiques ardennaises et au Tour de Catalogne, il prend part au Critérium du Dauphiné libéré, se classe quatrième du prologue puis cinquième de la troisième étape contre-la-montre. Il est ainsi quatrième au pied de la montagne, mais y rétrograde progressivement. Incapable de se placer dans les dix premiers des étapes de montagne, il termine neuvième du classement général à Grenoble, à trois semaines du départ du Tour de France, malgré une attaque infructueuse dans la septième et dernière étape.
Lors du Tour de France, ses ambitions au classement général sont rapidement contrariées. Dès la première étape de montagne, dans les Pyrénées, il concède plus de sept minutes, et rétrograde à la vingtième place au classement général. Il fait néanmoins preuve d'une certaine régularité qui lui permet d'occuper la 17e place du classement à Jausiers, après avoir attaqué dans le col de la Lombarde. Mais il subit dès le lendemain le contre-coup de cette attitude offensive, et est victime d'une défaillance dans le col de la Croix-de-Fer. Il termine tout de même 23e de sa première « Grande Boucle », et même 21e à la suite du déclassement pour dopage de deux des coureurs qui le précédaient.
À l'occasion des championnats du monde de Varèse, il signe avec l'équipe Columbia-High Road, pour la saison 2009.

### 2009-2010: Columbia-High Road
Après une préparation en Espagne et au Portugal marquée par une cinquième place au Trofeo Bunyola, Monfort prend le départ de Paris-Nice dans une forme encore insuffisante. Seulement 22e de l'étape reine, il prend la 12e place finale. Deux semaines plus tard, il prend la quatrième place du Critérium international de la route. Au mois de mai, il remporte le Tour de Bavière.

### 2011-2013: Leopard-Trek, puis RadioShack
Au début de la saison, il se classe dixième de Paris-Nice et dixième du Tour de Suisse. Il s'illustre ensuite lors du Tour de France et de la 18e étape qui se termine par l'ascension du col du Galibier, en aidant son leader, Andy Schleck, à creuser un écart significatif sur les autres favoris, contribuant ainsi à sa victoire d'étape. Puis s'ensuit le Tour d'Espagne où il réalise son premier top 10 de grand tour en se classant 6e du classement général de la course.

### 2014-2019: Fin de carrière chez Lotto-Soudal
Monfort est remplaçant pour la course en ligne des championnats du monde. À la fin de la saison 2014, le contrat qui le lie à son employeur est prolongé pour l'année suivante.
Il renouvelle son contrat avec la formation  belge à la fin de l'année 2015. En septembre 2019, à 36 ans, il annonce qu'il met un terme à sa carrière à l'issue de la saison après 16 ans dans le peloton professionnel et qu'il souhaite rester dans le monde du vélo. 

### Reconversion
Il devient directeur sportif chez Lotto-Soudal en 2020.  En 2021, il est nommé responsable de la performance au sein de l'équipe belge Lotto-Soudal.
Après 5 années dans la structure belge, il retrouve l'équipe américaine Lidl-Trek après y avoir été coureur entre 2011 et 2013.

## Palmarès et résultats

### Palmarès
| - 2001 - 1re étape de l'Acht van Bladel (contre-la-montre) - 2004 - Tour de Luxembourg : - Classement général - 3e étape - 2005 - 2e de l'Étoile de Bessèges - 3e du Rothaus Regio-Tour - 2007 - 7e du Tour d'Allemagne - 2008 - 5e du Tour du Pays basque - 9e du Critérium du Dauphiné libéré - 2009 - Champion de Belgique du contre-la-montre - 2e du Tour de Bavière - 5e de l'Eneco Tour - 10e du Tour de Suisse | - 2010 - Tour de Bavière : - Classement général - 4e étape (contre-la-montre) - 5e du Grand Prix cycliste de Montréal - 8e du Grand Prix cycliste de Québec - 2011 - 1re étape du Tour d'Espagne (contre-la-montre par équipes) - 6e du Tour d'Espagne - 10e de Paris-Nice - 10e du Tour de Suisse - 2012 - 7e de Paris-Nice - 2013 - 10e de l'Eneco Tour |  |

### Résultats sur les grands tours

#### Tour de France
7 participations
- 2008 : 23e
- 2009 : 28e
- 2010 : 55e
- 2011 : 29e
- 2012 : 16e
- 2013 : 14e
- 2019 : 142e

#### Tour d'Italie
5 participations
- 2006 : 33e
- 2014 : 14e
- 2015 : 11e
- 2016 : 15e
- 2017 : 13e

#### Tour d'Espagne
8 participations
- 2007 : 11e
- 2011 : 6e, vainqueur de la 1re étape (contre-la-montre par équipes)
- 2012 : 16e
- 2014 : 16e
- 2015 : 27e
- 2016 : 16e
- 2017 : non-partant (18e étape)
- 2018 : 42e

### Classements mondiaux
| Année                  | 2005 | 2006 | 2007 | 2008 | 2009 | 2010 | 2011 | 2012 | 2013 | 2014 | 2015 |
| ---------------------- | ---- | ---- | ---- | ---- | ---- | ---- | ---- | ---- | ---- | ---- | ---- |
| Classement ProTour     |      |      | 72e  | 44e  |      |      |      |      |      |      |      |
| Calendrier mondial UCI |      |      |      |      | 82e  | 95e  |      |      |      |      |      |
| UCI World Tour         |      |      |      |      |      |      | 61e  | 77e  | 111e | 102e | 96e  |
| UCI Europe Tour        | 39e  |      |      |      |      |      |      |      |      |      |      |